# 深徳院
深徳院（しんとくいん、元禄元年（1688年） - 正徳3年10月24日（1713年12月11日））は、紀州藩第5代藩主徳川吉宗（後の江戸幕府第8代将軍）の側室で、第9代将軍徳川家重の生母。
父は紀州藩士の大久保忠直。母は同じく紀州藩士内藤幸右衛門守政の娘。俗名は須磨（須摩）。

## 生涯
吉宗の側室となり、正徳元年（1711年）12月21日に家重を生んだ。正徳3年（1713年）にも懐妊したが、同年10月24日、赤坂の紀州藩邸において難産のため母子ともに死去した。享年26。戒名は深徳院妙順日喜大姉。墓所は池上本門寺。
宝暦13年（1763年）4月16日、従二位が追贈された。

## 関連作品
漫画
- よしながふみ『大奥』（白泉社）※男女逆転設定

映画
- 天下御免（1960年・松竹 演：宇治みさ子） ※役名は須磨の方

テレビドラマ
- 新吾十番勝負（1970年・関西テレビ　演：荒木雅子）
- 大奥恋物語（1971年・フジテレビ 演：加賀ちかこ）
- 新吾十番勝負（1981年～1982年・フジテレビ　演：藤宏子） ※役名は於須磨の方
- 八代将軍吉宗（1995年・NHK大河ドラマ　演：賀来千香子） ※役名は須磨
- 徳川風雲録 八代将軍吉宗（2008年・テレビ東京　演・井上和香） ※役名は須磨